# Битва за Рабаул
Битва за Рабаул (англ. Battle of Rabaul) — сражение Тихоокеанской кампании Второй мировой войны, проходившее на острове Новая Британия, одном из меланезийских островов, с 23 января по февраль 1942 года. Это сражение позволило японцам захватить порт Рабаул, укрепить город и организовать основную базу для продолжения наступления вглубь территории Папуа — Новой Гвинеи по направлению к порту Порт-Морсби. Военные действия на соседнем острове Новая Ирландия также считаются частью этой битвы.

## Силы сторон
Австралийский гарнизон «Lark Force» численностью в 1400 человек, береговая артиллерия, противовоздушная и противотанковые батареи были призваны охранять аэропорт Рабаула, где располагались Королевские военно-воздушные силы Австралии в составе 10 CAC Wirraway, 4 Lockheed Hudson и гидросамолёта.
Японские наступательные силы Императорского флота Японии состояли в основном из 55-й дивизии.

## Атака и захват Рабаула

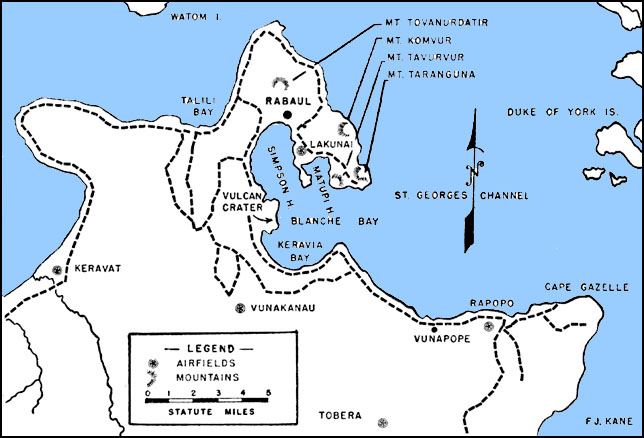

В январе 1942 года Рабаул подвергался бомбардировке группировкой 109 японских самолётов.
23 января массированная высадка японцев заставила австралийцев бежать в джунгли «каждый сам за себя», что привело к практически бескровному для японцев захвату Рабаула с последующим захватом малочисленных групп австралийских солдат, оставшихся без припасов и еды.
Организованным отступлением была только перевозка на гидросамолёте персонала королевских военно-воздушных сил Австралии.

## Последствия
Рабаул стал самой мощной военной базой японцев в регионе.
1056 австралийцев были взяты в плен, из них минимум 130 были убиты японцами 4 февраля 1942 года. Полковник Масао Кусуносэ, ответственный за эти действия, позже совершил самоубийство. По крайней мере 845 пленников погибли, когда направлявшийся из Рабаула в Японию японский вспомогательный корабль «Монтевидео Мару» около Лусона был потоплен американской подлодкой USS Sturgeon.
С марта по май 1942 года около 450 австралийцам, как гражданским так и военным, удалось, избегая встреч с японскими формированиями, добраться до Новой Гвинеи.